# Berni Alder
Berni Julian Alder (Duisburgo, 9 de septiembre de 1925-El Cerrito, 7 de septiembre de 2020) fue un físico estadounidense nacido en Alemania, especializado en mecánica estadística, y pionero del modelado computacional de la materia.

## Biografía

### Primeros años
Nació en Duisburgo, Prusia, en septiembre de 1925, de padres judíos, un  químico y una ama de casa. Después de que los nazis llegaron al poder, la familia se mudó a Zúrich, Suiza. Temiendo una invasión de la Alemania nazi tras el estallido de la Segunda Guerra Mundial, la familia solicitó una visa para Estados Unidos, que le fue concedida en 1941. Salieron en tren sellado desde la neutral Suiza a España (formalmente neutral), luego a Portugal, donde tomaron un barco hacia Estados Unidos.
Tras un paso por la Marina de los Estados Unidos tras la entrada del país en la guerra, obtuvo una licenciatura en química por la Universidad de California en Berkeley y una maestría en ingeniería química de la misma institución en 1947. Fue al Instituto de Tecnología de California para estudiar con John Gamble Kirkwood para su doctorado en 1948 y trabajó para la investigación de las transiciones de fase en gas de esfera dura con Stan Frankel, de donde tuvo la idea de utilizar el método de Monte Carlo.

### Carrera
Después de terminar en Caltech en 1952, fue a Berkeley y trabajó a tiempo parcial en Berkeley para enseñar química y a tiempo parcial como consultor bajo la sugerencia de Edward Teller en el programa de armas nucleares para el Laboratorio Nacional Lawrence Livermore para ayudar con la ecuaciones de estado. En colaboración con Thomas Everett Wainwright y Mary Ann Mansigh, desarrolló técnicas para la simulación de dinámica molecular a mediados de la década de 1950, incluida la transición de fase líquido-sólido para esferas duras y la función de autocorrelación de velocidad de desintegración en líquidos.
El, junto con Teller, fue uno de los fundadores del Departamento de Ciencias Aplicadas en 1963. Fue profesor de ciencias aplicadas en la Universidad de California en Davis y posteriormente profesor emérito. En 2001, recibió la medalla Boltzmann por inventar una técnica de simulación de dinámica molecular. Fue elegido miembro de la Academia Estadounidense de Artes y Ciencias en 2008. En 2009 le fue concedida la Medalla Nacional de Ciencias.

### Vida personal
Falleció el 7 de septiembre de 2020 a causa de una insuficiencia cardíaca.